# Locharbriggs
Locharbriggs est un village situé dans le Dumfries and Galloway, en Écosse.